# بولفيريجي
بولفيريجي؛ هي بلدة تقع في مقطعة أنكونا في ايطاليا، حيث تقع علي بعد حوالي 15 كم في جنوب غرب أنكونا
تقع بولفيريجي على حدود البلدات التالية: أغوليانو وأنكونة وجيزي و اوفجانو و اوزيمو وسانتا ماريا نوفا او القديسة ماريا نوفا.

## الثقافة والحضارة
مهرجان انتيتارو الا وهو مهرجان دولي مخصص للمشاهد المعاصرة.
ان تلك البلدة تشجع وتنتج للمسرح والرقصات، كما تعطي اهتماما للخبرات الدولية والديناميكية.

## روابط اضافية
- الموقع الرسمي